# Kurt von der Chevallerie
Kurt von der Chevallerie född 23 december 1891 i Berlin död 18 april 1945 på resa nära Kolberg cirka 30 km väster om Koblenz, var en tysk militär. Han befordrades till generalmajor 1939 och till general i infanteriet 1942. Han erhöll Riddarkorset av järnkorset med eklöv 1943.
När 83. Infanterie-Division sattes upp i december 1939 blev han dess förste befälhavare. Han ledde divisionen under fälttåget i väst 1940. I december samma år blev han den nya 99. leichte Infanterie-Divisions första befälhavare. Med denna division stred han på södra delen av östfronten.
von der Chevallerie hade sedan under ungefär två års tid befälet över LIX. Armeekorps som från februari 1942 stred på östfronten. Våren 1944 fick han tillfälligt befälet över 1. Panzerarmee innan han på sommaren förflyttades till Frankrike och tog befälet över 1. Armee som bland annat utkämpade hårda strider i Lothringen. Han avslutade sin militära karriär i september 1944 och är sedan den 18 april 1945 saknad i området kring Kolberg i Pommern.

## Befäl
- avdelningschef vid arméns generalstab oktober 1937 – december 1939
- 83. Infanterie-Division december 1939 – december 1940
- 99. Leichte Division december 1940 – december 1941
- LIX. Armeekorps december 1941 – februari 1943
- 1. Panzerarmee april – maj 1944
- (tf) 1. Armee juni - september 1944

Han avskedades från sin tjänst 31 januari 1945.